# Wysszaja liga czempionata SSSR po futbołu (1979)
Rozgrywki radzieckiej wyższej ligi w sezonie 1979 były czterdziestymi drugimi w historii radzieckiej pierwszej ligi. W rozgrywkach wzięło udział osiemnaście drużyn, w tym trzy, które awansowały z drugiej ligi – Krylja Sowietow Kujbyszew, SKA Rostów nad Donem i Dynama Mińsk. Mistrzowski tytuł wywalczyła drużyna Spartaka Moskwa. Królem strzelców ligi został Witalij Staruchin z Szachtara Donieck, który zdobył 26 goli.

## Drużyny
| Drużyna          | Miasto           | Republika          | Stadion                     | Pojemność | Pozycja w 1978 |
| ---------------- | ---------------- | ------------------ | --------------------------- | --------- | -------------- |
| Ararat           | Erywań           | Armeńska SRR       | Stadion Hrazdan             | 55,000    | 14.            |
| CSKA             | Moskwa           | Rosyjska FSRR      | Łużniki                     | 84,745    | 6.             |
| Czornomorec      | Odessa           | Ukraińska SRR      | Stadion Centralny w Odessie | 34,000    | 7.             |
| Dinamo           | Moskwa           | Rosyjska FSRR      | Stadion Dinamo              | 36,540    | 4.             |
| Dinamo           | Tbilisi          | Gruzińska SRR      | Stadion Borisa Paiczadze    | 58,000    | 1.             |
| Dynama           | Mińsk            | Białoruska SRR     | Stadion Dynama Mińsk        | 41,000    | D1, 3.         |
| Dynamo           | Kijów            | Ukraińska SRR      | Stadion Dynamo              | 30,000    | 2.             |
| Kajrat           | Ałma-Ata         | Kazachska SRR      | Stadion Centralny           | 25,000    | 12.            |
| Krylja Sowietow  | Kujbyszew        | Rosyjska FSRR      | Stadion Mietałłurg          | 33,220    | D1, 1.         |
| Lokomotiw        | Moskwa           | Rosyjska FSRR      | Stadion Lokomotiwu          | 28,800    | 15.            |
| Neftçi           | Baku             | Azerbejdżańska SRR | Stadion Tofika Bachramowa   | 30,000    | 13.            |
| Pachtakor        | Taszkent         | Uzbecka SRR        | Stadion Centralny Paxtakor  | 55,000    | 11.            |
| SKA              | Rostów nad Donem | Rosyjska FSRR      | SKA SKWO                    | 27,300    | D1, 2.         |
| Spartak          | Moskwa           | Rosyjska FSRR      | Łużniki                     | 84,745    | 5.             |
| Szachtar         | Donieck          | Ukraińska SRR      | Stadion Szachtar            | 31,700    | 3.             |
| Torpedo          | Moskwa           | Rosyjska FSRR      | Łużniki                     | 84,745    | 8.             |
| Zenit Petersburg | Leningrad        | Rosyjska FSRR      | Stadion Pietrowski          | 21,745    | 10.            |
| Zoria            | Woroszyłowgrad   | Ukraińska SRR      | Stadion Awanhard            | 22,000    | 9.             |

## Tabela końcowa sezonu
| Lp. | Drużyna                   | M  | Z  | R  | P  | Bramki | Bramki | Różn. | Pkt | Uwagi                                   |
| --- | ------------------------- | -- | -- | -- | -- | ------ | ------ | ----- | --- | --------------------------------------- |
| 1   | Spartak Moskwa (M)        | 34 | 21 | 10 | 3  | 66     | 25     | +41   | 50  | Puchar Europy • 1/16 finału             |
| 2   | Szachtar Donieck          | 34 | 20 | 8  | 6  | 57     | 33     | +24   | 48  | Puchar UEFA • 1/32 finału               |
| 3   | Dynamo Kijów              | 34 | 21 | 5  | 8  | 51     | 26     | +25   | 47  | Puchar UEFA • 1/32 finału               |
| 4   | Dinamo Tbilisi            | 34 | 19 | 12 | 3  | 54     | 27     | +27   | 46  | Puchar Zdobywców Pucharów • 1/16 finału |
| 5   | Dinamo Moskwa             | 34 | 17 | 9  | 8  | 41     | 27     | +14   | 42  | Puchar UEFA • 1/32 finału               |
| 6   | Dynama Mińsk              | 34 | 15 | 6  | 13 | 48     | 38     | +10   | 36  |                                         |
| 7   | Ararat Erywań             | 34 | 12 | 13 | 9  | 44     | 32     | +12   | 32  |                                         |
| 8   | CSKA Moskwa               | 34 | 12 | 8  | 14 | 46     | 46     | 0     | 32  |                                         |
| 9   | Pachtakor Taszkient       | 34 | 11 | 9  | 14 | 42     | 53     | −11   | 30  |                                         |
| 10  | Zenit Leningrad           | 34 | 11 | 9  | 14 | 41     | 45     | −4    | 30  |                                         |
| 11  | Czornomoreć Odessa        | 34 | 10 | 11 | 13 | 32     | 37     | −5    | 28  |                                         |
| 12  | Lokomotiw Moskwa          | 34 | 8  | 12 | 14 | 44     | 57     | −13   | 24  |                                         |
| 13  | Kajrat Ałmaty             | 34 | 8  | 9  | 17 | 29     | 44     | −15   | 24  |                                         |
| 14  | Neftçi PFK                | 34 | 8  | 8  | 18 | 29     | 50     | −21   | 24  |                                         |
| 15  | SKA Rostów nad Donem      | 34 | 8  | 14 | 12 | 37     | 50     | −13   | 24  |                                         |
| 16  | Torpedo Moskwa            | 34 | 8  | 9  | 17 | 32     | 46     | −14   | 24  |                                         |
| 17  | Zaria Woroszyłowgrad      | 34 | 6  | 11 | 17 | 41     | 62     | −21   | 20  | Spadek do Pierwoj Ligi                  |
| 18  | Krylja Sowietow Kujbyszew | 34 | 7  | 5  | 22 | 24     | 60     | −36   | 19  | Spadek do Pierwoj Ligi                  |

Uwaga: Dinamo Moscow, Paxtakor Taszkent, Zenit Leningrad, Kajrat Ałma-Ata i Torpedo Moscow zostały ukarane za przekroczenie dopuszczalnej liczby 8 remisów odjęciem 1 punktu, Spartak Moscow - 2, Czornomoreć Odessa i Zoria Woroszyłowgrad - 3, Dinamo Tbilisi i Lokomotiw Moscow - 4, Ararat Erywań - 5, a SKA Rostów nad Donem - 6.

## Najlepsi strzelcy
źródło: rsssf.com (ang.)
26 goli
- Witalij Staruchin (Szachtar)

17 goli
- Siergiej Andriejew (SKA)
- Ołeh Błochin (Dynamo K.)
- Choren Howhannisjan (Ararat)
- Walerij Pietrakow (Lokomotiw)

16 goli
- Jurij Czesnokow (CSKA)
- Władimir Kazaczionok (Zenit Petersburg)

14 goli
- Alaksandr Prakapienka (Dynama)
- Gieorgij Jarcew (Spartak M.)
- Nikołaj Wasiljew (Torpedo)

## Nagrody
33 najlepszych piłkarzy ligi za sezon 1979:
Bramkarze
1. Rinat Dasajew (Spartak M.)
2. Otar Gabelia (Dinamo T.)
3. Jurij Dehteriow (Szachtar)

|  | Prawi obrońcy 1. Wołodymyr Łozynski (Dynamo K.) 2. Anatolij Dawidow (Zenit) 3. Ołeh Rodin (Karpaty) | Prawi-środkowi obrońcy 1. Wagiz Chidijatullin (Spartak M.) 2. Anatolij Końkow (Dynamo K.) 3. Szota Chinczagaszwili (Dinamo T.) | Lewi-środkowi obrońcy 1. Aleksandre Cziwadze (Dinamo T.) 2. Aszot Chaczatrian (Ararat) 3. Walery Szawejka (Dynama) | Lewi obrońcy 1. Oleg Romancew (Spartak M.) 2. Aleksandr Machowikow (Dinamo M.) 3. Anatolij Demjanenko (Dynamo K.) |

|  | Prawi pomocnicy 1. Łeonid Buriak (Dynamo K.) 2. Witali Daraselia (Dinamo T.) 3. Mykoła Fedorenko (Szachtar) | Prawi-środkowi pomocnicy 1. Manuczar Maczaidze (Dinamo T.) 2. Choren Howhannisjan (Ararat) 3. Wołodymyr Weremiejew (Dynamo K.) | Lewi-środkowi pomocnicy 1. Wołodymyr Bezsonow (Dynamo K.) 2. Siergiej Szawło (Spartak M.) 3. Alaksandr Maksymenkau (Dynama) | Lewi pomocnicy 1. Wladimer Gucaewi (Dinamo T.) 2. Siergiej Andriejew (SKA) 3. Wołodymyr Rohowski (Szachtar) |

|  | Prawi napastnicy 1. Jurij Gawriłow (Spartak M.) 2. Witalij Staruchin (Szachtar) 3. Dawit Kipiani (Dinamo T.) | Lewi napastnicy 1. Ołeh Błochin (Dynamo K.) 2. Ramaz Szengelia (Dinamo T.) 3. Władimir Kazaczionok (Zenit) |

| Mistrz ZSRR w sezonie 1979 |
| -------------------------- |
| ZSRR                       |
| Spartak Moskwa 10 tytuł    |